# Éditions des Remparts
 (septembre 2020).
Si vous disposez d'ouvrages ou d'articles de référence ou si vous connaissez des sites web de qualité traitant du thème abordé ici, merci de compléter l'article en donnant les références utiles à sa vérifiabilité et en les liant à la section « Notes et références ».
Les Éditions des Remparts est une maison d'édition française, fondée en 1950 et disparue en 1979.
Elle portait ce nom car leur siège social était situé au 38 rue des Remparts d'Alnay à Lyon. Éditeur de petit format de moyenne importance, on le connaît surtout pour deux bandes dessinées américaines : Mandrake et Le Fantôme, mais il a publié de nombreux autres titres entre 1950 et 1979, dont Prince Vaillant, lancé le 4 décembre 1965.
La maison d'édition a comme premier directeur de publication R. Viola. Il a été remplacé par Marius Costes. Son directeur artistique est Louis Carrière.

## Liste des revues
- Aigle Noir (6)
- Andar (6)
- Arizona (15)
- Bambolina (34)
- Banga 1re série (66)
- Banga 2e série (40)
- Banko (6)
- Baraka (4)
- Billy London (8)
- Clarinette (89)
- Flash Gordon (8)
- Florette (13)
- Gaucho (6)
- Go ! (24)
- Hugh ! (18)
- Idaho (35)
- Il était une fois, Le journal des enfants (28 ?)
- Indian Bill (6)
- Joe Missouri (3)
- Joker (12)
- Junior (36)
- Junior Aventures (82)
- Junior Espionnage (61)
- Kill puis OK'Ill (21)
- King la jungle (24)
- K.O (5)
- Lasso (33)
- Le Fantôme (386)
- Les Héros de l'Aventure (78)
- Les Héros du Mystère (22)
- Les 3 scouts (12)
- Magnus an 4000
- Mandolino (72)
- Mandrake (353)
- Marcellino (42)
- Mocassin Noir (6)
- Nagor (5)
- Olifant (32)
- Omaha (17)
- Padaboum (16)
- Parade de la bande dessinée (7)[2]
- Pifalo 1re série (13)
- Pifalo 2e série (12)
- Pichou (84)
- Pirouli
- Plume d'Or (15)
- Prince Valiant
- Poncho (13)
- Red Devil (30)
- Scoubidou 1re série (62)
- Scoubidou 2e série (7)
- Spécial Phantom ou Spécial Le Fantôme (22)
- Spécial Mandrake (22)
- Tirelire (30)
- Tonnerre (10) (1re revue ayant publié du super-héros en France)
- Turok
- Urka ! (10)
- Wapiti (31)
- Winko (12)
- Youk (5)